# Dinasudar
Dinasudar is een Tamil-krant, die vooral gericht is op lezers in Bangalore, in de Indiase deelstaat Karnataka. Het dagblad is hier ook gevestigd. Het is een broadsheet en werd in februari 1964 opgericht door B.S. Mani. Eind jaren negentig werd de krant ook uitgegeven in Tamil Nadu, met name in Krishnagiri.